# 羅斯695
羅斯695，又稱Gliese 465，是一顆位於烏鴉座的紅矮星。視星等為11.27，肉眼無法看到它。一顆小恆星，它的質量和半徑約為太陽的23%，但光度僅為太陽的0.7% 。對其徑向速度的調查未能找到行星伴星的任何證據。